# پی (حرف)
پی (بزرگ Π، کوچک π) شانزدهمین حرف الفبای یونانی است. و در دستگاه شمارش یونانی مقدار ۸۰ را دارد. حرف همردیف آن در زبان سیریلک حرف پی است(П, п).
حالت کوچک آن در موارد زیر کاربرد دارد:
- در ریاضیات به عنوان ثابتt π ≈ ۳٫۱۴۱۵۹...، که نسبت محیط به قطر هر دایره است پی می‌گویندعلامت پی از کلمه یونانی "περιφέρεια" 'periphery' و "περίμετρος" 'perimeter'، به معنی محیط دایره گرفته شده‌است.
- ذره بنیادی پیون یا مزون پی.
- سود در اقتصاد خرد.
- تورم در اقتصاد کلان.
- نوعی پیوند در شیمی که در آن اوربیتالهای پی به اشتراک گذارده می‌شوند.

حالت بزرگ آن در موارد زیر کاربرد دارد:
- عملگر ضرب در ریاضیات. (در مشابهت به کاربرد حالت بزرگ حرف سیگما Σ به عنوان نماد عملگر جمع).
- فشار اسمزی در شیمی.